# Roșia de Amaradia, Gorj
Roșia de Amaradia este satul de reședință al comunei cu același nume din județul Gorj, Oltenia, România. Se află în partea de est a județului, în Podișul Oltețului.

## Vezi și
- Biserica de lemn din Roșia de Amaradia

## Imagini

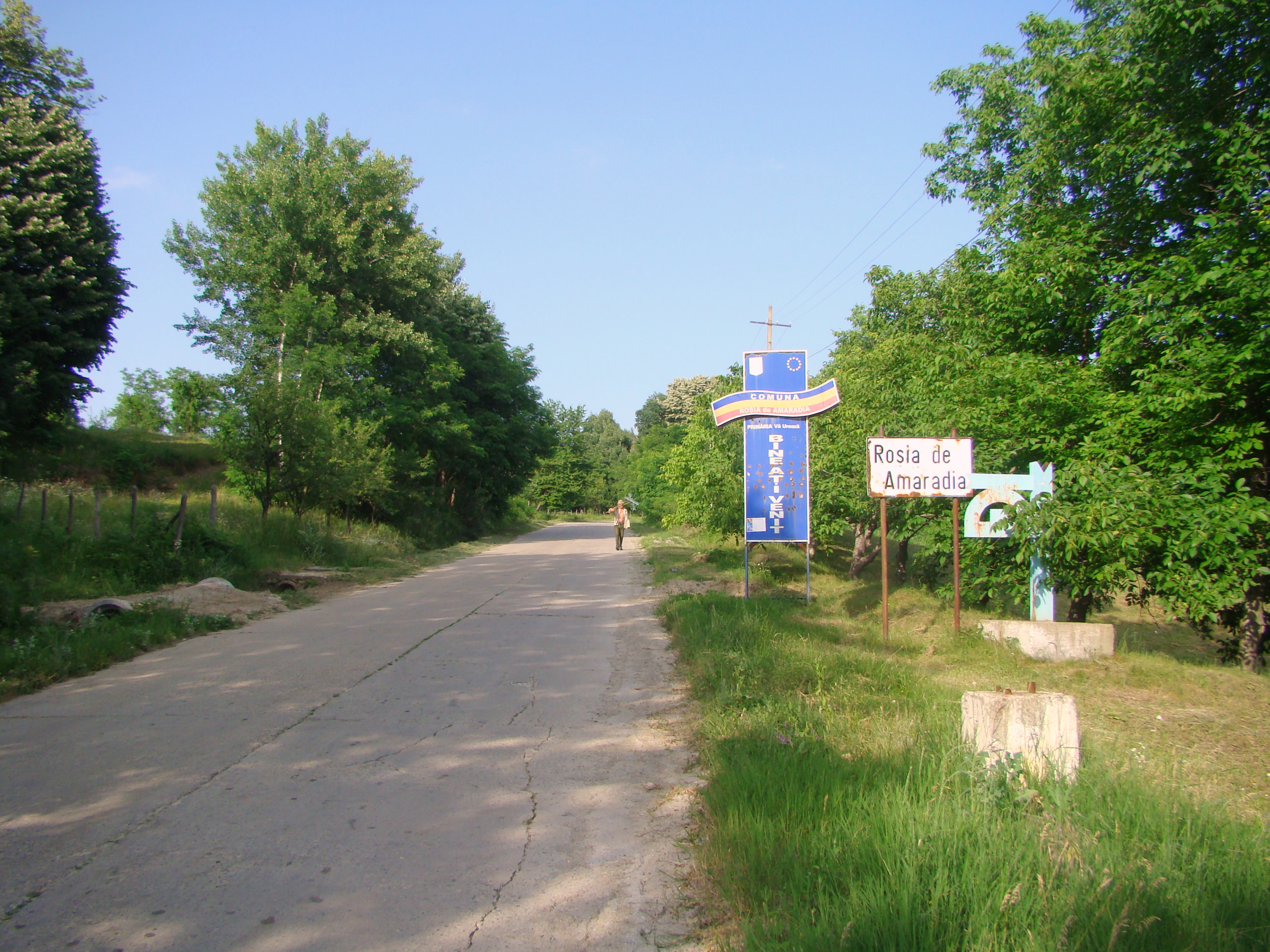
Intrarea în localitate
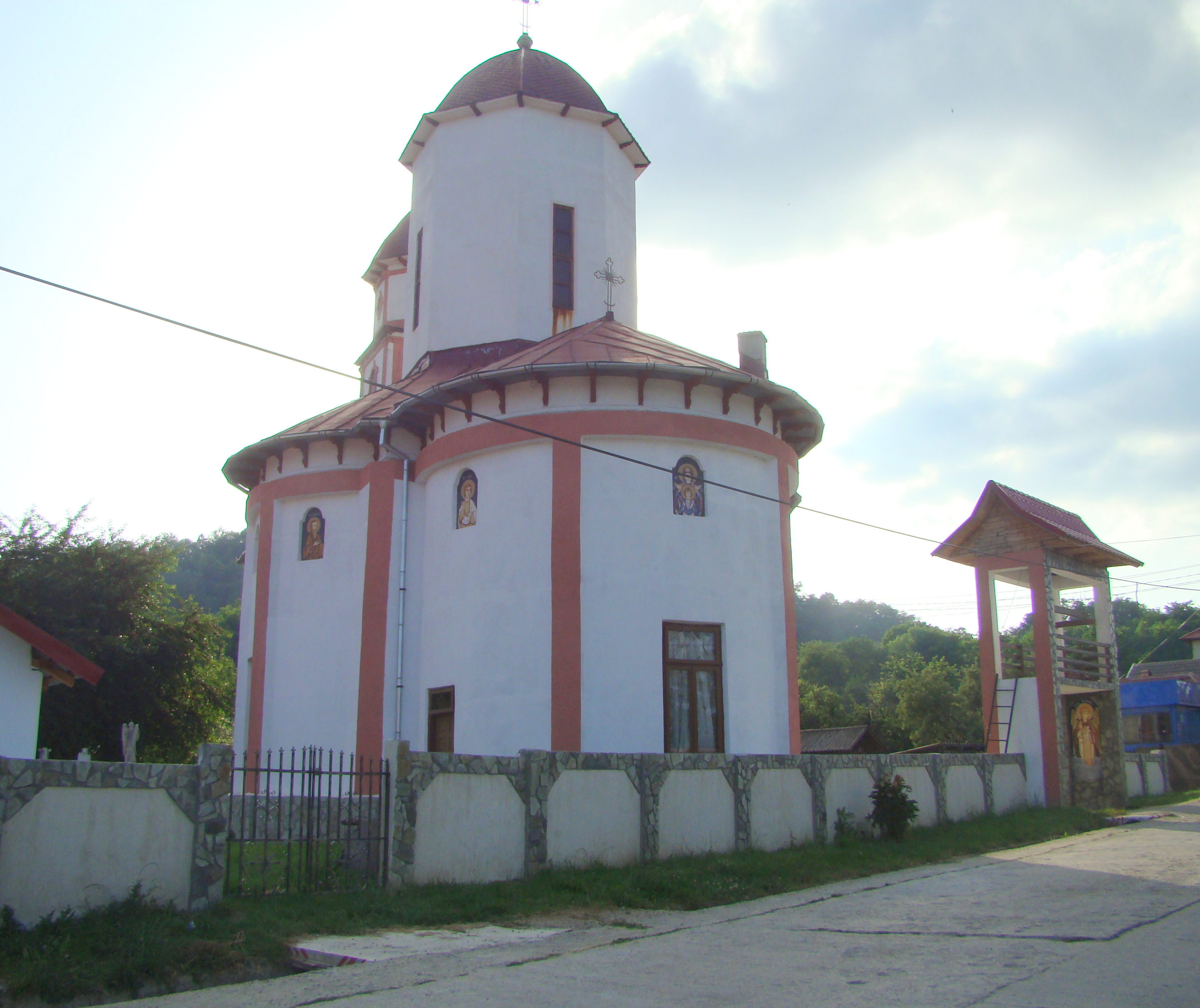
Biserica ortodoxă din Roșia de Sus cu hramul „Sfântul Nicolae” (1905)